# Locomotiva FS D.141
Le D.141 sono delle locomotive Diesel-elettriche delle Ferrovie dello Stato italiane.

## Premesse
Fin dagli anni precedenti la Seconda Guerra Mondiale, menti lungimiranti avevano capito che la semplificazione delle operazioni di smistamento dei carri era la base per ottenere un
buon rendimento nel trasporto merci ferroviario sulle lunghe distanze, dotando così i maggiori scali di smistamento di buone infrastrutture. Lo stesso però non era per il parco mezzi,
prevalentemente affidato alla trazione a vapore. La soluzione doveva venire dalla trazione Diesel che aveva già dato ottime prove di sé, ma le prime locomotive da manovra, le Ne 120, erano usate nelle manovre agli imbarchi dei traghetti per la Sicilia oppure in testa a treni passeggeri; le altre Locomotive Diesel erano solo trasformazioni di locomotive a vapore.
A questa mancanza di mezzi adatti, si aggiungeva anche un motivo economico. I servizi merci tra lo scalo principale e gli impianti, i porti, gli scali secondari e i raccordi erano effettuati da macchinisti. Sostituirli con una coppia di manovratori avrebbe fornito un risparmio economico e una miglior impiego di servizio.

Le locomotive D.141 rappresentano uno dei risultati dello sforzo di modernizzazione che le Ferrovie dello Stato intrapresero nel secondo dopoguerra.

## Progetto
Per realizzare una tale locomotiva e ridurre al minimo i tempi di realizzazione, le FS si rivolsero a progetti già esistenti in primo luogo della FIAT che disponeva di proprie locomotive
Diesel a carrelli.

Per guadagnare tempo venne richiesto il finanziamento alla società (senza fini di lucro) Eurofima e venne rielaborato un progetto di massima improntato alla struttura delle locomotive da manovra delle SNCF BB.63000 progettate alla metà degli anni cinquanta. In collaborazione con l'industria ferroviaria (un tempo era l'Ufficio Studi Materiale e Trazione di Firenze a curare i progetti), ne venne commissionata la costruzione alle maggiori industrie nazionali, la Fiat, il Tecnomasio Italiano-Brown-Boveri e le Officine Meccaniche Reggiane. La locomotiva venne pensata in maniera tale da poter effettuare anche treni e tradotte merci, in pratica una polivalente.

Furono costruite dal 1962 al 1964 un totale di 29 unità dalla Fiat che costruì anche i motori Diesel su licenza Daimler-Benz, mentre i 4 motori di trazione e le 2 generatrici di corrente elettrica furono allestite per 15 unità dal TIBB e per 14 unità dalle Reggiane.

## Caratteristiche
Le locomotive D.141 sono costituite da un telaio a due carrelli su cui sono montati due avancorpi e una cabina di guida paracentrale, piuttosto spostata verso la parte posteriore del telaio. Sono molto simili nella struttura ad analoghe e diffuse realizzazioni di altre ferrovie europee. Tutt'intorno hanno un praticabile fornito di corrimano di sicurezza. Sono perfettamente bidirezionali.
I carrelli sono di tipo tradizionale con sospensione a balestra.
Le D.141 si sono dimostrate all'altezza della situazione, affidabili nell'esercizio di manovra negli scali, anche in quello più gravoso, sia nei servizi merci che in quelli viaggiatori. Ciò per buona parte è dovuto alla scelta di adottare la trasmissione elettrica per il trasferimento della potenza alle ruote (mediante motori elettrici). La velocità massima venne stabilita in 80 km/h sufficiente anche per l'effettuazione di treni sulle linee secondarie non elettrificate.

## Esercizio
I primi esemplari entrarono in servizio nei Compartimenti di Venezia, Verona, Genova e Trieste, ma solo in questi due ultimi furono adibiti alle manovre pesanti nei porti e negli smistamenti; negli altri Compartimenti furono usati intensamente in testa a treni passeggeri e merci sulle linee secondarie per "tamponare" le emergenze dell'esercizio quotidiano e sostituire l'onerosa trazione a vapore.
La consegna delle nuove D.345 (terminata nel 1979), distolse anche le ultime D.141 dai servizi di linea relegandole al lavoro di manovra pesante negli scali di smistamento e negli imbarchi. A tale scopo fu disposto un intervento di potenziamento che prevedeva la sostituzione del motore con uno nuovo della Isotta Fraschini sovralimentato tarato alla potenza di 515 kW, ma l'intervento, effettuato tra il 1980 e i 1981, riguardò solo 7 locomotive, in occasione della Riparazione Generale, a causa degli alti costi e per il contemporaneo sviluppo del progetto delle nuove D.145 che disponevano di una potenza quasi doppia.
Nel 1997 le FS riorganizzano completamente il traffico merci con il "Nuovo Modello d'Esercizio", che rivaluta le qualità di questa locomotiva che ha una seconda giovinezza, riprendendo di nuovo l'impiego giornaliero in piena linea. In quell'anno 15 unità sono assegnate a Trieste e 14 a Mestre. È proprio tra il 1997 e il 2001 il periodo più glorioso e più impegnativo di questa locomotiva dagli anni settanta.
Negli ultimi anni il progressivo disimpegno di Trenitalia dal traffico merci e la chiusura di alcuni scali ha relegato ancora queste locomotive a servizi saltuari o di breve lunghezza su brevi raccordi e linee in attesa di accantonamento per queste longeve locomotive che nel 2007 hanno compiuto 45 anni di attività. Nel 2014 restano in servizio le unità 1006, 1008, 1009, 1014, 1020 e 1023, tutte assegnate a Cervignano del Friuli.

## Conservazione museale

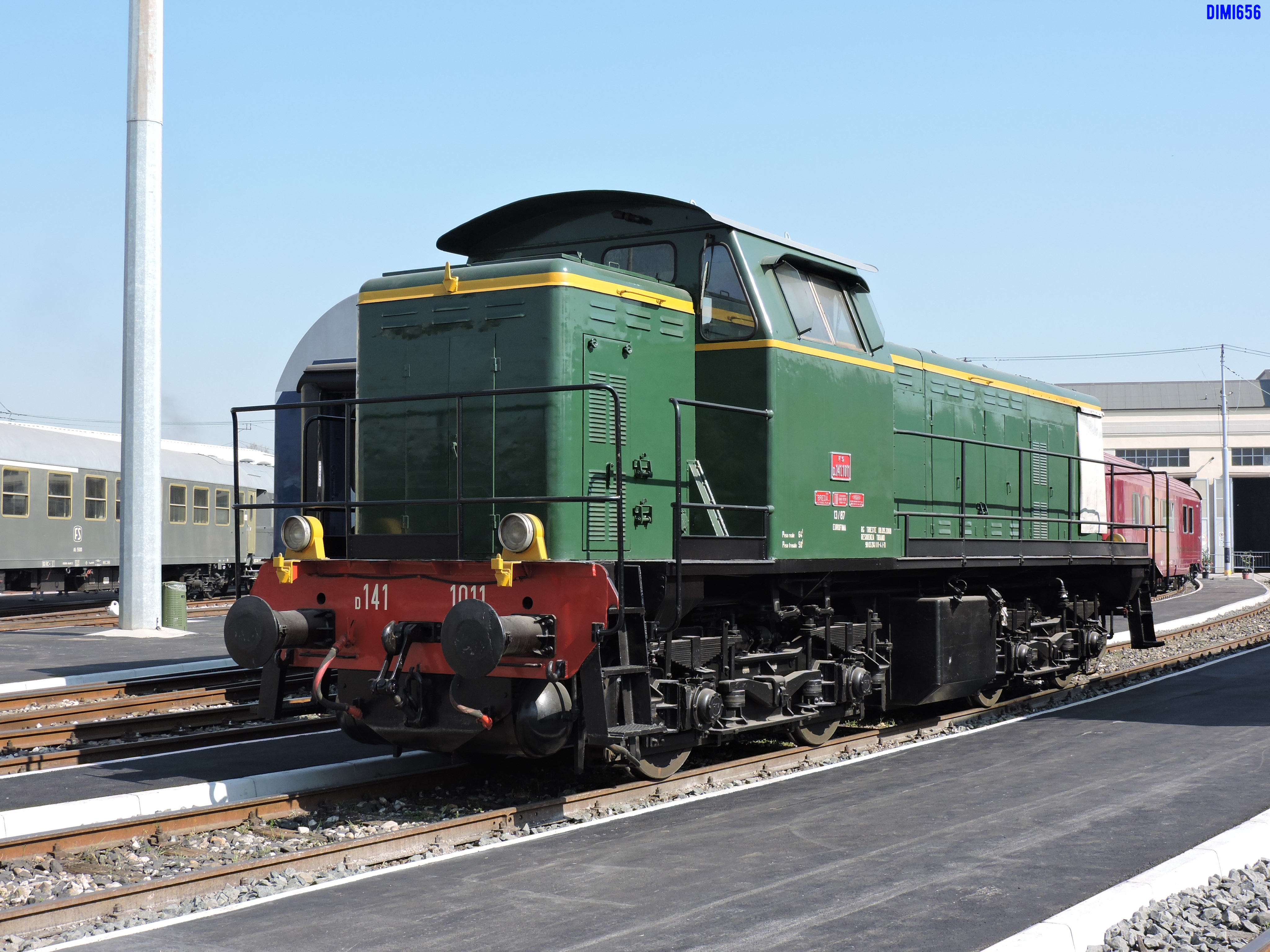
La locomotiva FS D.141.1011 restaurata ed esposta all'interno della ex Squadra Rialzo di Milano Centrale il 23 marzo 2019. Il restauro, nello schema di verniciatura dell'epoca della consegna all'esercizio, ha contemplato la riverniciatura dell'iscrizione "Eurofima" visibile sul fianco della cabina di guida, applicato a tutti i veicoli acquistati col finanziamento della società e che veniva mantenuto fino al completamento dei pagamenti da parte delle aziende ferroviarie.

Nel 2007 l'unità 1012 era stata inclusa nel parco storico, ma è stata successivamente sostituita dalla 1011 in migliori condizioni meccaniche.